# 青木金吾
青木 金吾（あおき きんご、1890年〈明治23年〉 - 1984年〈昭和54年〉7月22日）は、昭和時代の政治家。北海道蘂取郡蘂取村長、紋別郡生田原村長、紋別郡興部村長、白糠郡白糠町長。

## 経歴・人物
1933年（昭和8年）4月、北海道蘂取郡蘂取村長に就任。ついで1936年（昭和11年）11月、紋別郡生田原村の第五代村長に就任し、1939年（昭和14年）興部村長に転じた。のち1947年（昭和22年）から白糠郡白糠町長を四期務めた。
1965年（昭和40年）興部町名誉町民第1号として推挙された。ほか、新十津川望郷会会長、白糠町のアイヌ弔魂碑建立期成会会長を務めた。
1984年（昭和54年）7月22日死去。死没日をもって従六位に叙される。